# Jarda
A jarda é a unidade de comprimento básica nos sistemas de medida utilizados nos Estados Unidos e no Reino Unido.
O símbolo da jarda é yd, do inglês yard. Uma jarda vale 0,9144 metros.
No século XII, o rei Henrique I da Inglaterra fixou a jarda como a distância entre seu nariz e o polegar de seu braço estendido.
Atualmente é usada na medida de campos de esportes como futebol, futebol americano, críquete e golfe, também é utilizada para medir tamanhos de barcos.

## Equivalências
1 jarda é igual a:
- 0,000189393939393933 léguas
- 0,00056818181818182 milhas
- 0,0045454545454545 furlongs
- 0,04545454545454545 correntes
- 0,1818181818181818 rods
- 3 pés
- 36 polegadas
- 36.000 miles

Outro múltiplo da jarda é a braça (usada na marinha), que vale 2 jardas; e outro submúltiplo da jarda é o palmo, que equivale a 9 polegadas, ou seja, 1 yd = 4 palmos.

### Outras equivalências
1 mi (milha terrestre) = 1760 jardas.
1 légua terrestre = 3 milhas = 5280 jardas.